# John Willard (Juicios de Salem)
John Willard (1657, Massachusetts-19 de agosto de 1692, Salem (hoy Danvers), Massachusetts) fue un hombre acusado y condenado por brujería durante los Juicios de Salem.

## Antecedentes
Llegó a Salem procedente de Lancaster (Massachusetts) y se casó con Margaret Wilkins ante la oposición de la familia de la novia a su unión con un recién llegado. Tuvieron tres hijos y una vez viuda, ella se volvería a casar. Los Wilkins eran la familia más acomodada de Salem junto con los Putnam, con los que mantenían amistad.
John Willard fue empleado en la granja de Thomas Putnam, su esposa Ann había dado a luz recientemente y puso al bebé a su cargo. La niña, llamada Sarah, murió a los pocos meses, y los Putnam culparon a Willard.
Al momento de los juicios ejercía como alguacil en el pueblo, por lo que procedió a arrestar a los primeros acusados. Pero a medida que el número aumentaba, expresó que no creía que fueran todos culpables y en mayo se negó a seguir arrestando.

## Acusación, juicio y condena
En represalia, una de las "afligidas", Ann Putnam, Jr., hija de Thomas Putnam, proclamó que Willard la atormentaba, que había matado a su hermanita Sarah y que el fantasma de su primera esposa le dijo que también la había matado a ella. Atemorizado, Willard pidió ayuda al abuelo de su segunda esposa, Bray Wilkins, que le prometió orar por él después del viaje que tenía que emprender a Boston.
El octogenario patriarca Wilkins testificó en su juicio que en la ciudad empezó a sentirse muy mal (los síntomas que describe sugieren cálculos renales) y creía que Willard era el causante tras "mirarlo con malos ojos". Al regresar, se encontró a su nieto Daniel, que había dicho que Willard merecía la horca, moribundo.
Para desgracia de Willard, Daniel murió el 16 de mayo después de que Mercy Lewis, y Ann Putnam, Jr., asegurara que había visto a su espectro atormentando al joven. El médico local William Griggs diagnosticó una muerte no natural. Los jueces John Hathorne y Jonathan Corwin ordenaron su arresto pero John Willard había huido del pueblo.
Fue detenido en Groton el 17 de mayo y examinado al día siguiente. Se proclamó inocente. Muchos Wilkins testificaron contra él: el hermano de su suegro, Benjamin Wilkins, dijo que Willard era cruel con su esposa; otro, Samuel Wilkins, testificó ser atormentado por su espectro. Su cuñado John Wilkins lo acusó de la muerte de su esposa tras dar a luz. Los confesores Richard Carrier, Margaret Jacobs y Sarah Churchill también lo acusaron de brujería. Susannah Sheldon y Mary Warren tuvieron terribles ataques cuando intentaron acercarse a él. 
Cuando se lo pidieron, no fue capaz de recitar el Padrenuestro. Rio nervioso y dijo "Es extraño, ahora no puedo hacerlo", mirando a los acusadores dijo "son estos malvados quienes lo hacen".
Condenado y ejecutado en la horca el 19 de agosto de 1692, tal vez su memoria no es tan reclamada como la de otras víctimas por su reprobable conducta conyugal, se decía que John Willard pegaba a su esposa.